# Lev Aleksandrovič Kulidžanov
Lev Aleksandrovič Kulidžanov (Tbilisi, 19 agosto 1923 – Mosca, 17 febbraio 2002) è stato un regista cinematografico sovietico.

## Filmografia (parziale)

### Regista
- La casa dove abito (1957)
- Otčij dom (1959)
- Kogda derev'ja byli bol'šimi (1961)
- Sinjaja tetrad' (1963)
- Prestuplenie i nakazanie (1969)